# Brug 1723
Brug 1723 is een bouwkundig kunstwerk in Amsterdam-Noord. 
De vaste brug ligt in de Scheepsbouwweg en voert over de afwateringstocht van het buurtje Hoge Land, onderdeel van Terrasdorp. De brug dateert uit omstreeks 1989 toen hier een industrieterreintje, leeggekomen door vertrokken scheepsbouw, ten zuiden van de Werktuigweg werd omgevormd tot woonwijk. Straatnamen in de buurt werden dan ook gerelateerd aan die scheepsbouw. De brug is grotendeels van (gewapend) beton met vermoedelijk een betonnen paalfundering. Leuningen zijn uitgevoerd in lichtblauw geschilderd metaal en witte balusters. De brug hangt laag boven het water en de afwateringstocht is ondiep zodat scheepvaart anders dan met kano niet mogelijk is.
Bijzonder aan de brug is dat zij aan de leuningen twee plaquettes heeft hangen. De ene vermeld Bernard, de Volharding (Scheepswerf De Volharding), Kromhout (Kromhout), Oranjewerf; de andere kant ADM (Amsterdamsche Droogdok Maatschappij), Verschure & Co (Verschure & Co.’s Scheepswerf en Machinefabriek), NDSM (Nederlandsche Dok en Scheepsbouw Maatschappij) en De Vries Lentsch (Amsterdamsche Scheepswerf G. de Vries-Lentsch). 
Aan de noordzijde sluit een lange keermuur aan op het landhoofd van de brug. Deze keermuur is voorzien van leuningen in het patroon van de brugleuningen. Tussen die leuningen zijn silhouetafbeeldingen gemaakt van beroepen werkzaam in de scheepsbouw, zoals de "klinker", die op een constructiewerkplaats met klinknagels metalen delen aan elkaar bevestigt. Kunstenaar en architect van de brug zijn vooralsnog onbekend.

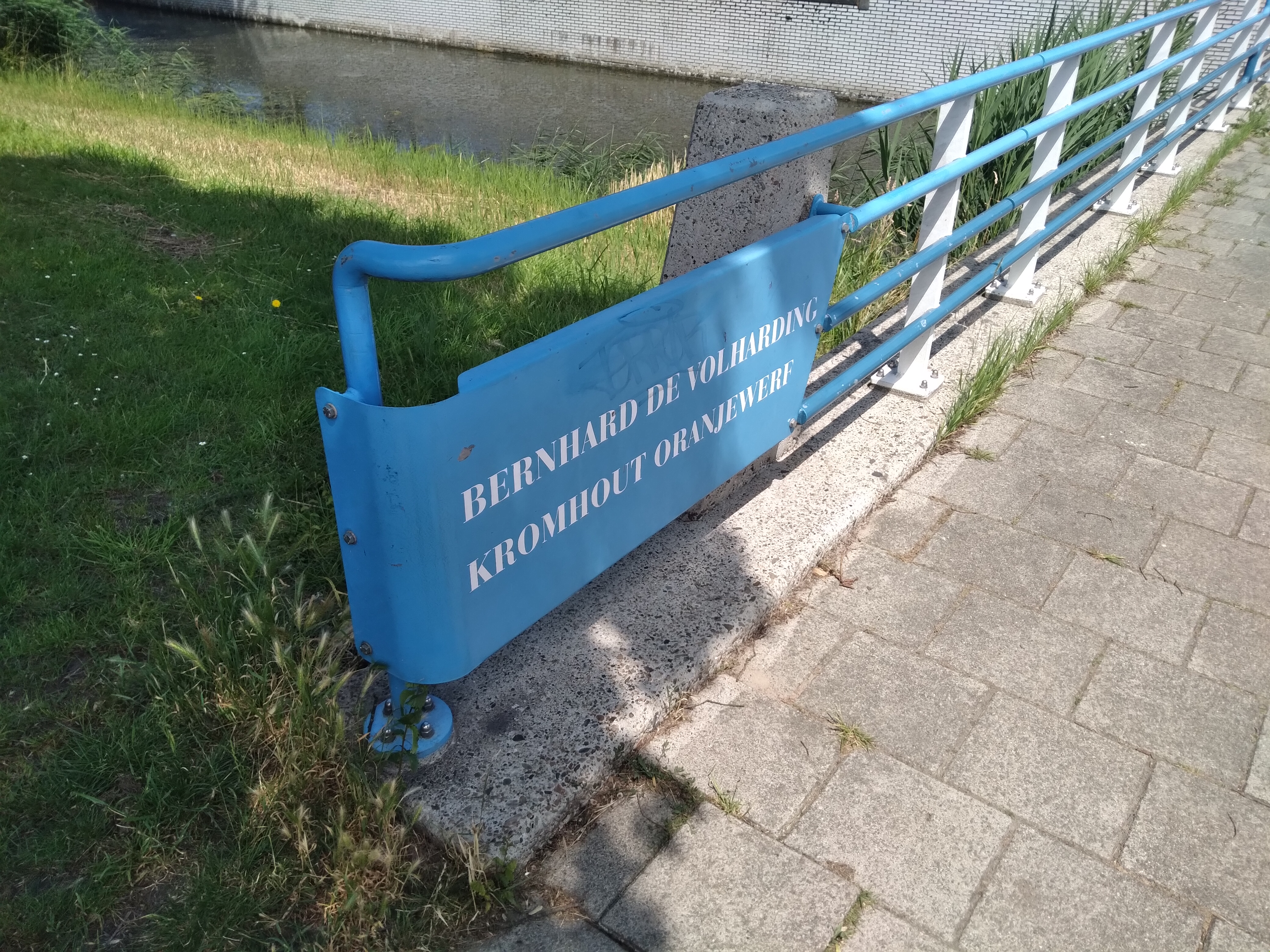
Plaquette (juli 2021)

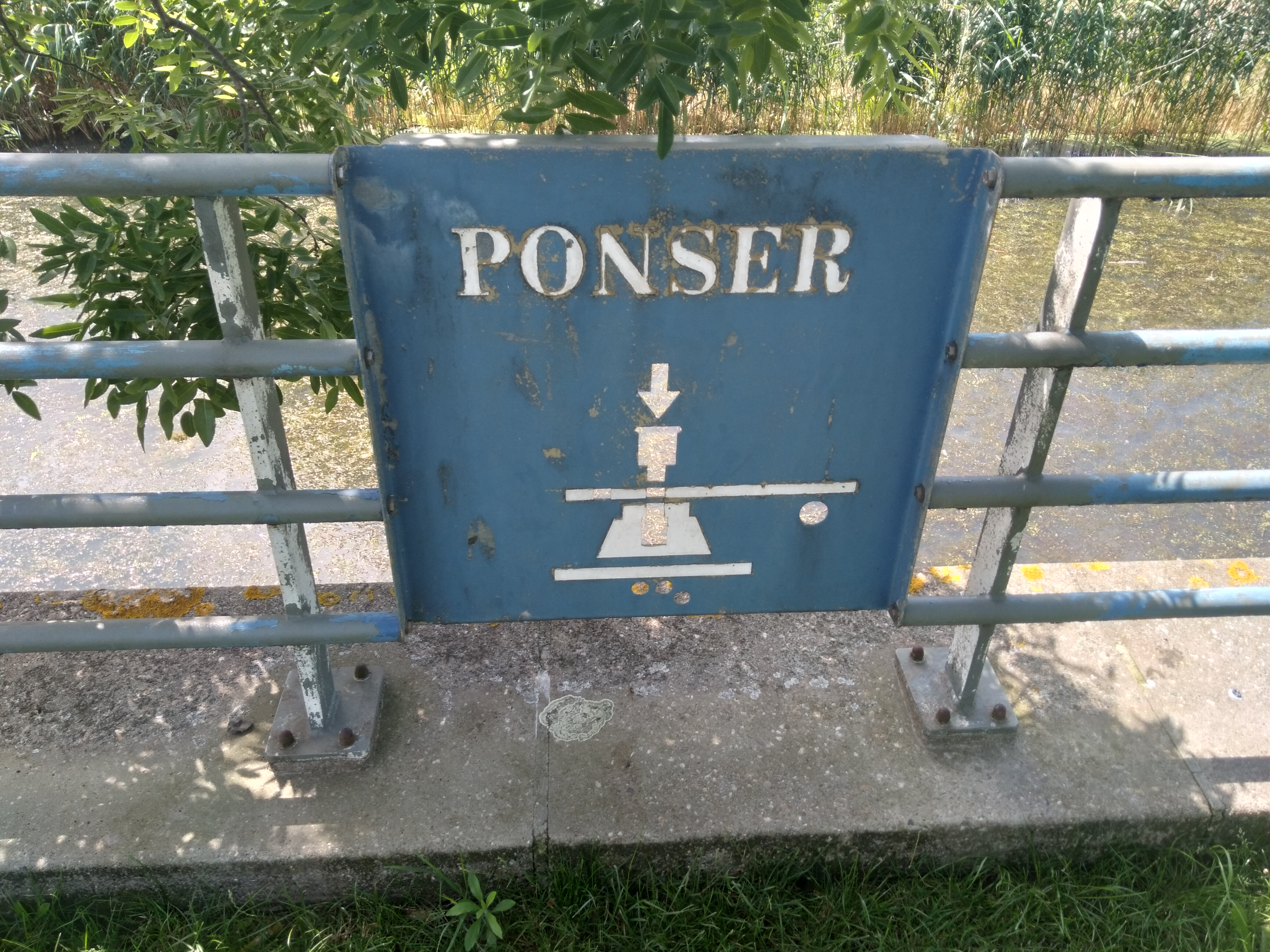
Ponser (juli 2021)

<<< · 1701 · 1702 · 1703 · 1704 · 1705 · 1706 · 1707 · 1708 · 1709 ·  1710 · 1711 · 1714 · 1715 · 1716 · 1717 · 1718 · 1719 · 1720 · 1721 · 1722 · 1723 · 1725 · 1726 · 1727 · 1728 · 1729 · 1730 · 1731 · 1732 · 1733 · 1734 · 1735 · 1736 · 1737 · 1738 · 1739 · 1741 · 1742 · 1743 · 1745 · 1746 · 1747 · 1748 · 1749 · 1750 · 1751 · 1752 · 1753 · 1754 · 1755 · 1756 · 1757 · 1764 · 1765 · 1766 · 1767 · 1768 · 1769 · 1770 · 1771 · 1772 · 1773 · 1774 · 1775 · 1776 · 1777 · 1778 · 1779 ·  1780 · 1781 · 1782 · 1783 · 1784 · 1785 · 1786 · 1787 · 1788 · 1791 · 1792 · 1793 · 1794 · 1795 · 1796 · 1797 · 1798 · 1799 · >>>
Brugnummers brug 1712, 1713, 1724, 1740, 1744, 1758, 1759, 1760, 1761, 1762, 1763, 1789, 1790 zijn niet (meer) vergeven.